# David Ruelle
Pour les articles homonymes, voir Ruelle (homonymie).
David Ruelle, né le 20 août 1935 à Gand, est un physicien mathématicien d'origine belge, ayant acquis la citoyenneté française en 1984. Il a été élu à l’Académie des sciences en 1985 et est chevalier de la Légion d’honneur (1989). Il est également associé étranger de l'Académie nationale des sciences (2002), membre de l'Académia Europaea et membre étranger de l'Académie des Lyncéens (2003). Il est professeur émérite à l'Institut des Hautes Études Scientifiques.

## Parcours professionnel
- 1955 : diplômes de :

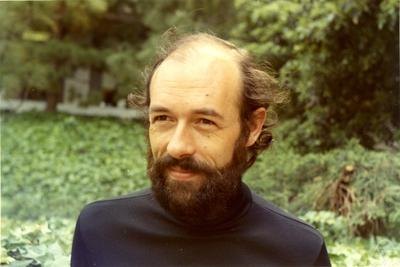
David Ruelle (1973).

  - candidat ingénieur civil de la Faculté polytechnique de Mons.
  - candidat en sciences mathématiques et candidat en sciences physiques à l'université libre de Bruxelles.
- 1957 : diplôme de licencié en sciences physiques à l'Université libre de Bruxelles.
- 1959 : docteur en sciences physiques à l'Université libre de Bruxelles. Doctorat préparé à Zurich avec Res Jost.
- 1960-1962 : assistant de recherche, puis Privatdozent à l'École polytechnique fédérale de Zurich.
- 1962-1964 : membre à l'Institute for Advanced Study de Princeton (nouveau séjour en 1970-1971).
- Professeur de physique théorique à l'Institut des hautes études scientifiques depuis 1964 (professeur honoraire depuis 2000).
- Distinguished visiting professor à l'université de Rutgers (NJ-USA)

Il est lauréat du prix Holweck en 1993.

## Travaux scientifiques
Le domaine des contributions scientifiques de David Ruelle est la physique mathématique au sens large. Ses contributions à la physique ont été dans l’ensemble assez mathématiques et ses travaux mathématiques ont souvent eu un point de départ physique.
Théorie des champs relativiste. Après des articles sur la théorie axiomatique de Wightman, notons surtout la contribution à la théorie du scattering de Haag-Ruelle.
Mécanique statistique de l’équilibre. David Ruelle a contribué à créer une théorie rigoureuse de la mécanique statistique de l’équilibre :  étude de la limite des grands systèmes (limite thermodynamique), équivalence des ensembles, convergence des séries de Mayer, etc. Ces résultats ont  été réunis dans un livre. Un résultat ultérieur est le lemme d’Asano-Ruelle qui permet l’étude des zéros de polynômes apparaissant en mécanique statistique.
Une  étude des systèmes infinis mène soit à une définition locale d’états de Gibbs, soit à une définition globale d’états d’équilibre, et on montre (Dobrushin, Lanford, Ruelle) que les états de Gibbs invariants par translation sont précisément les  états d'équilibre. Ce résultat fait partie du formalisme thermodynamique décrit dans un ouvrage.
Turbulence et chaos. Ruelle et Takens ont proposé que la turbulence hydrodynamique  était décrite par des attracteurs  étranges avec des propriétés ‘chaotiques’ de dynamique hyperbolique. Des travaux plus récents, poursuivent cette idée. Il est remarquable que la description du chaos fait intervenir des états SRB (Sinai, Ruelle, Bowen) qui sont des  états de Gibbs au sens de la mécanique statistique de l’équilibre .

## Œuvres
- David Ruelle, Statistical Mechanics, Rigorous Results, New York, Benjamin, 1969
- David Ruelle, Thermodynamic Formalism, Reading, Addison-Wesley, 1978
- David Ruelle, Hasard et chaos, Paris, éd. Odile Jacob, 1991
- David Ruelle, L'Étrange Beauté des mathématiques, Paris, éd. Odile Jacob, 2008[14]
- Liste complète des publications sur son site personnel

## Prix
- Prix Peano 2009[15]